# Winkenhughesia australis
Winkenhughesia australis är en plattmaskart som beskrevs av Robinson 1961. Winkenhughesia australis ingår i släktet Winkenhughesia och familjen Gastrocotylidae. Inga underarter finns listade i Catalogue of Life.